# 唐人親廣
唐人親廣（かろうど ちかひろ，生歿年不詳），日本戰國時代武將。炮術師。式部大輔。別名「清房」。兒子為丹後守廣親（又名守廣、秀政）。姓氏是加老戶。
唐人氏歷來是越中國新川郡小出城主。推論出身是伊勢長島。
親廣起初仕於神保氏，但加賀的一向一揆勢侵攻富山城時，一揆方利誘親廣成為內應，城池因而陷落。後來於上杉方活動，天正4年（1576年），從屬於上杉軍跟著侵攻能登，擔任甲山城將。上杉謙信病死後接受織田方寢返，成為椎名小四郎的配下。之後，神保長住打算選任親廣等成為家臣，並由柴田勝家擔任仲裁。但親廣與神保覺廣、小島職鎮密謀內通上杉方，天正10年（1582年）3月，在武田氏的煽動下，與小島發起一揆，急襲富山城並捉住神保長住將之幽禁。但隨即遭到織田軍的鎮壓而逃亡。
本能寺之變後再度起兵攻陷富山城，但遭到佐佐成政反擊，撤退到小出城死守，但也無法得到上杉軍支援而被孤立，於是棄城往越後退去。天正12年（1582年）9月，擔任上杉軍越中侵攻的先鋒，於境城攻略獲得軍功。之後，受直江兼續雇用擔任勝山城（落水城）守備勤務。親廣是岸和田流炮術的炮術師，擔任上杉家的炮術指南役。天正16年（1588年）正月，出席主君上杉景勝與其他22名家臣舉行的連歌會，並詠唱連歌一首。此時名諱改為「清房」。大約在慶長5年（1600年）之前在越後死去。